# 易志宏
易志宏，JP，香港公務員，現職民政事務總署副署長。2002年加入香港政府，擔任政務主任，早年於行政長官辦公室及財政司司長辦公室等任職，後亦於不同決策局及部門工作過。在職時於香港科技大學進修，在2004年取得金融分析理學碩士
。2009年被獲港府借調至欧洲联盟委员会工作，於布鲁塞尔的歐洲聯盟外交事務委員會總部與歐洲公務員共事。2022年11月被派至民政事務總署出任副署長，監督香港市區的九個分區民政事務處就落實地方行政計劃的工作，並因而兼任市區重建局的官守非執行董事。2024年晉升首長級乙級政務官，並在同年8月16日獲委任為官守太平紳士。

## 外部連結
- 易志宏在領英的個人頁面 （页面存档备份，存于）
- 易志宏在市區重建局網站的介紹頁面 （页面存档备份，存于）